# 达克布·却达尔嘉木苏
达克布·却达尔嘉木苏（1808年—1828年）又名仁钦嘉木苏，藏族，青海曲藏地区人，第三世达克布活佛。

## 生平
1808年阴历八月二十七日，生于青海曲藏地区。他是嘉木央敦珠和卓玛的第三子，从班禅额尔德尼受戒。6岁时，被迎请至南寺（广宗寺）坐床。13岁、18岁时，先后两次赴北京参加洞礼年班。
1828年阴历六月二十八日，在赴安多途中圆寂。其舍利在甘肃省天祝县的石门寺造塔供奉。